# Chris Newton (cyclisme)
Pour les articles homonymes, voir Christopher Newton, Chris Newton et Newton.
Christopher "Chris" Newton est un coureur cycliste britannique, né le 29 septembre 1973 à Stockton-on-Tees en Angleterre.

## Biographie
Il a notamment été champion du monde de la course aux points en 2002 et champion du monde de poursuite par équipes en 2005. Il a été médaillé lors des Jeux olympiques de 2000, 2004 et 2008. Il a mis fin à sa carrière de coureur en 2010 et est devenu entraîneur au sein de British Cycling pour les courses d'endurance sur piste. En 2012, il est devenu entraîneur de l'équipe de Grande-Bretagne féminine sur route.

## Palmarès sur piste

### Jeux olympiques
- Sydney 2000
  -  Médaillé de bronze de la poursuite par équipes
- Athènes 2004
  -  Médaillé d'argent de la poursuite par équipes
- Pékin 2008
  -  Médaillé de bronze de la course aux points

### Championnats du monde
- Manchester 2000
  -  Médaillé d'argent de la poursuite par équipes
- Anvers 2001
  -  Médaillé d'argent de la poursuite par équipes
- Ballerup 2002
  -  Champion du monde de course aux points
  -  Médaille de bronze de la poursuite par équipes
- Stuttgart 2003
  - 4e de la course aux points
- Melbourne 2004
  -  Médaillé d'argent de la poursuite par équipes
- Los Angeles 2005
  -  Champion du monde de poursuite par équipes (avec Steve Cummings, Paul Manning et Rob Hayles)
- Bordeaux 2006
  - 4e de la course aux points
- Pruszkow 2009
  -  Médaillé de bronze de la course aux points
- Ballerup 2010
  - 4e de la course aux points
  - 5e du scratch

### Championnats du monde juniors
- 1991
  - 4e de la poursuite par équipes juniors

### Coupe du monde
- 2003
  - 3e de la course aux points à Aguascalientes
- 2004
  - 2e de la course aux points à Sydney
  - 3e du scratch à Moscou
- 2004-2005
  - 3e de la course aux points à Los Angeles
- 2005-2006
  - 2e de la poursuite par équipes à Manchester
  - 3e de la course aux points à Sydney
- 2006-2007
  - 1er de la poursuite par équipes à Manchester
  - 2e de la course aux points à Los Angeles
- 2007-2008
  - Classement général de la course aux points
  - 2e de la course aux points à Pékin 
  - 3e de la course aux points à Copenhague 
  - 3e de la course aux points à Los Angeles
- 2008-2009
  - Classement général de la course aux points
  - 1er de la course aux points à Manchester
  - 1er de la course aux points à Pékin
  - 1er de la poursuite par équipes à Copenhague (avec Steven Burke, Edward Clancy, Peter Kennaugh)
  - 2e du scratch à Pékin
- 2009-2010
  - 1er de la course aux points à Manchester

### Jeux du Commonwealth
- 1994
  -  Médaillé d'argent de la poursuite par équipes
- Manchester 2002
  -  Médaillé d'argent de la poursuite par équipes
  -  Médaillé de bronze de la course aux points
- Melbourne 2006
  -  Médaillé d'or de la poursuite par équipes (avec Steve Cummings, Paul Manning et Rob Hayles)

### Championnats nationaux
| - 1993 - Champion de Grande-Bretagne de scratch - 1994 - 3e du championnat de Grande-Bretagne de l'américaine - 1995 - Champion de Grande-Bretagne de scratch - Champion de Grande-Bretagne de poursuite par équipes - 1999 - Champion de Grande-Bretagne de poursuite par équipes - 2000 - 3e du championnat de Grande-Bretagne de poursuite - 2001 - 3e du championnat de Grande-Bretagne de poursuite - 2002 - Champion de Grande-Bretagne de course aux points - 2003 - Champion de Grande-Bretagne de scratch - 2004 - Champion de Grande-Bretagne de course aux points - Champion de Grande-Bretagne de scratch - Champion de Grande-Bretagne de poursuite par équipes | - 2006 - Champion de Grande-Bretagne de scratch - Champion de Grande-Bretagne de poursuite par équipes - 3e du championnat de Grande-Bretagne de poursuite - 2007 - Champion de Grande-Bretagne de course aux points - 2e du championnat de Grande-Bretagne de scratch - 2008 - Champion de Grande-Bretagne de course aux points - Champion de Grande-Bretagne de scratch - 2009 - Champion de Grande-Bretagne de course aux points - Champion de Grande-Bretagne de scratch |  |

## Palmarès sur route

### Par année
| - 1993 - British Centre of Excellence Road Race - 1995 - Archer Grand Prix - 2e étape du Tour de Lancashire - 2e du Lincoln Grand Prix - 3e du championnat de Grande-Bretagne de la montagne - 3e du Tour de Lancashire - 1996 - 1re étape des Girvan Three Day - Tour de Lancashire : - Classement général - 2e étape - 2e étape du Tour de Langkawi (contre-la-montre par équipes) - 2e du Tour de Langkawi - 1997 - Champion de Grande-Bretagne du contre-la-montre par équipes - Circuit des Monts du Livradois - Grand Prix de l'OMS - Grand Prix de La Londe-les-Maures - Grand Prix Bonville - Grand Prix de Genève - 3e de Bourg-Oyonnax-Bourg - 1998 - Champion de Grande-Bretagne du contre-la-montre par équipes - Grand Prix d'Essex - 3e étape des Silver Spoon Two Day - Europa Two Day : - Classement général - 1re et 2e étapes - 2e du Manx Trophy - 2e du Lincoln Grand Prix - 3e des Silver Spoon Two Day - 1999 - Champion de Grande-Bretagne du contre-la-montre - Champion de Grande-Bretagne du contre-la-montre par équipes - Condor Grand Prix - Manx Mountain Time Trial - 3ea étape des Surrey League Five Days - 2000 - Champion de Grande-Bretagne du contre-la-montre - 7e et 8e étapes de l'Olympia's Tour - Internationale Wielertrofee Jong Maar Moedig - North Road Hardriders Time Trial - Silver Spoon Chase - Oleum Grand Prix - 2001 - Champion de Grande-Bretagne du critérium - 3e étape du Cinturón a Mallorca - Circuit des Mines : - Classement général - 5e étape - 2002 - 4e étape du Circuit des mines - 1re, 7e et 8e étapes de la FBD Insurance Rás - 1re étape du Tour de Bohême - Classement général du Tour de la Manche - 1re et 3e étapes des Surrey League Five Days - 2e de la FBD Insurance Rás - 2e des Surrey League Five Days | - 2003 - North Road Hardriders Time Trial - Eddie Soens Memorial - 1re et 4e étapes des Girvan Three Day - FBD Insurance Rás : - Classement général - 5e étape - 1re étape du Tour de Northumberland - 2e du Tour de Northumberland - 2005 - Champion de Grande-Bretagne du contre-la-montre par équipes - Perfs Pedal Race - John Raisbeck Trophy - FBD Insurance Rás : - Classement général - 2e, 3e et 6e étapes - Colne Grand Prix - 3e étape des Surrey League Five Days (contre-la-montre) - Newport Nocturne Criterium - 3e du Havant International Grand Prix - 2006 - 1re et 6e étapes de la FBD Insurance Rás - Prologue des Boucles de la Mayenne - Tour of the South : - Classement général - 1re étape - 2e de la Rutland-Melton International Cicle Classic - 2007 - Premier Calendar - Bike Line 2 Day : - Classement général - 1rea étape (contre-la-montre) - 1re étape des Girvan Three Day - East Yorkshire Classic - Ryedale Grand Prix - 2e des Girvan Three Day - 2e du championnat de Grande-Bretagne du contre-la-montre - 3e du Beaumont Trophy - 2008 - 3e étape de la FBD Insurance Rás - Rochdale Grand Prix - Clayton Velo Spring Classic - 2009 - Rochdale Grand Prix - 3e du Lincoln Grand Prix - 3e du championnat de Grande-Bretagne du contre-la-montre - 2010 - Premier Calendar - Tour Doon Hame : - Classement général - 1re et 2e étapes - Beaumont Trophy - Lincoln Grand Prix |  |

### Classements mondiaux
| Année           | 2005 | 2006 | 2007 | 2008 | 2009 |
| --------------- | ---- | ---- | ---- | ---- | ---- |
| UCI Europe Tour | 102e | 570e | 765e | 974e | 757e |